# Liczenie omeru

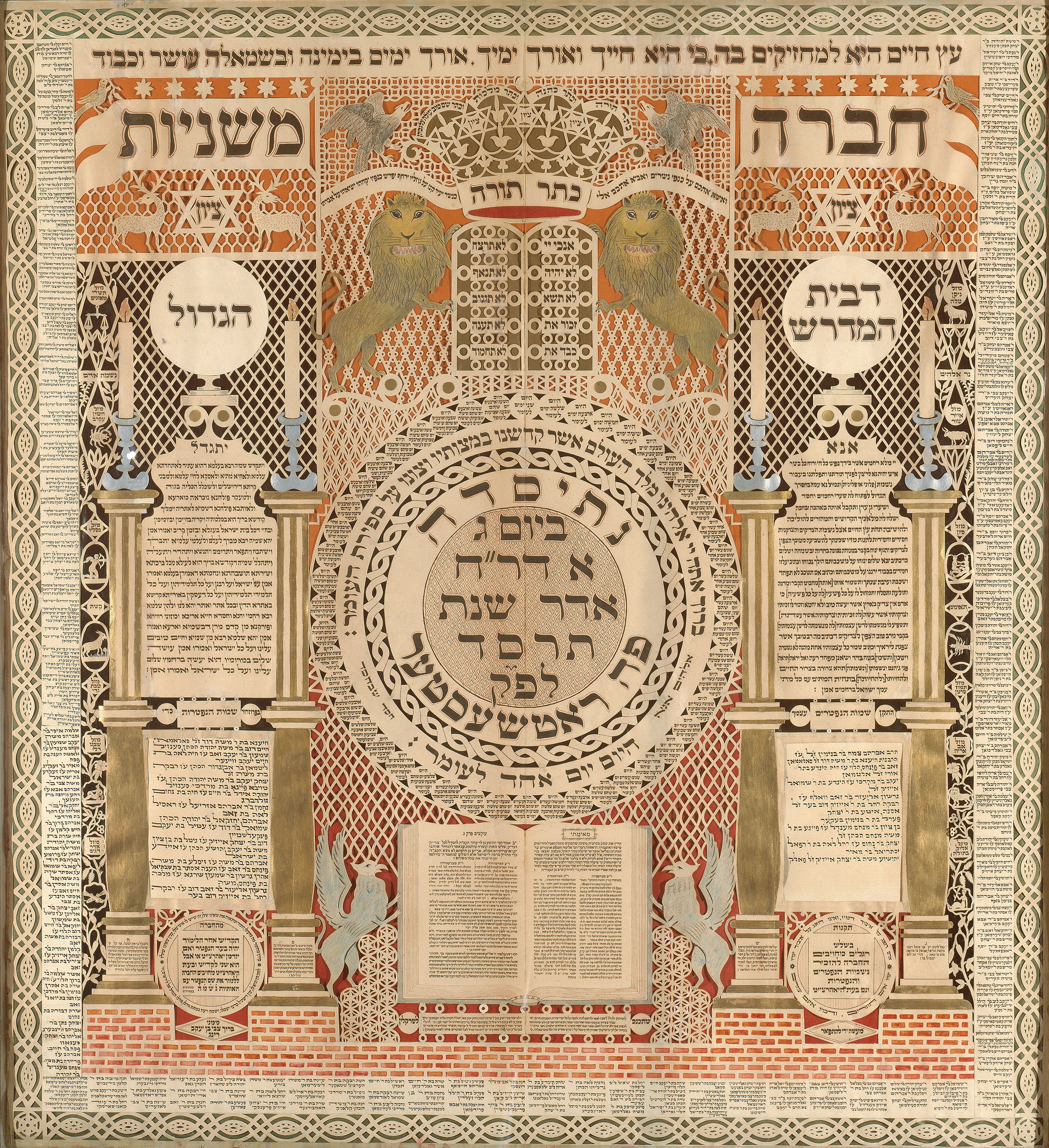
Kalendarzyk omerowy (hebr.: luach le-sfirat omer): dwa zewnętrzne okręgi stanowią kalendarz, który pozwala odliczać 49 dni. Krąg wewnętrzny zawiera tekst błogosławieństwa wypowiadanego w pierwszy wieczór, zaś krąg zewnętrzny podaje formuły do wykorzystania w następne wieczory. Autor: Baruch Zvi Ring (1904).

Liczenie omeru (hebr. ספירת העומר [sfirat ha-omer]; jidysz: sfire cejłn); omer – w judaizmie tradycyjne, publiczne odliczanie przez kantora w synagodze kolejnych 49 dni od drugiego dnia Pesach, czyli 16 nisan, do święta Szawuot. Zwyczaj traktowany jest jako micwa i wywodzony jest z nakazu biblijnego (Kpł 23,15–16):

Od dnia przypadającego po pierwszym dniu odpoczynku [święta Pesach], w dniu, kiedy przyniesiecie omer na zakołysanie, będziecie liczyć dla siebie siedem pełnych tygodni” (Wajikra 23, 15).

Liczenie omeru obejmuje okres łączący dwa święta o korzeniach rolniczych – Pesach, którego początki sięgają celebrowanego przez ludy rolnicze wiosenego Święta Przaśników (hebr. Chag ha-Macot), które z kolei wiązało się z cyklem odradzającej się przyrody oraz początkiem zbiorów jęczmienia i ofiarowania pierwszego chleba z nowych zbiorów, oraz Szawuot, które określało dzień początku zbiorów pszenicy. Obydwa, łączone okresem liczenia omeru, święta symbolizują także dwa ważne dla judaizmu wydarzenia w historii – wyjście z Egiptu oraz otrzymanie Tory na górze Synaj. W drugi dzień Pesach składana była ofiara z jednego omeru (jednostka miary) zmielonego jęczmienia. Pierwszy zebrany podczas żniw snopek tego zboża był przynoszony do Świątyni, a uzyskany ze zmielonego ziarna jeden omer mąki był mieszany z kadzidłem oraz olejem, a spalany miał dawać „zapach kojący dla Boga” (BT Kpł 23,13: „miłą woń dla Pana”). 
Ofiary były składane w Świątyni Jerozolimskiej do czasu jej zburzenia w 70 roku. Od tego wydarzenia zwyczaj funkcjonuje w formie symbolicznej – upływ dni między obydwoma świętami odliczany przez kantora w synagodze. W okresie 49 dni – od drugiego dnia Pesach, do Szawuot – wieczornym modlitwom towarzyszy specjalne błogosławieństwo stanowiące formalne „liczenie omeru”. 

Baruch ata Adonaj Elohejnu melech ha-olam, aszer kidszanu be-micwotaw we-ciwanu al sfirat ha-omer. Ha-jom jom echad la-omer.

Od średniowiecza czas liczenia omeru jest traktowany jako okres półżałobny. Nie są wtedy organizowane śluby, nie powinno się ścinać włosów. Wyjątek stanowi święto Lag ba-Omer przypadające na trzydziesty trzeci dzień liczenia omeru.